# Elzéar de Sabran (écrivain)
Pour les articles homonymes, voir Sabran.
Ne doit pas être confondu avec Eleazario da Sabrano ou Elzéar de Sabran.
Le comte Elzéar-Louis-Marie de Sabran est un écrivain français, né en 1774 et mort en septembre 1846 à Saint-Germain-en-Laye. Il descend en ligne directe du demi-frère de saint Elzéar de Sabran, Guillaume Comte d'Ariano (https://gallica.bnf.fr/ark:/12148/bpt6k55425242/f168.item.r=ansouis), et de sa femme sainte Delphine, et est le dernier héritier d’un des grands noms de Provence, la maison de Sabran. Il compte parmi les amis de Madame de Staël et il est considéré comme l’un des membres du Groupe de Coppet. Il est le cousin d’Elzéar-Louis-Zozime de Sabran, pair de France sous la Restauration et la Monarchie de Juillet.

## Biographie
Il est le fils de Joseph de Sabran, comte de Grammont et de Beaudinar et de Françoise Éléonore Dejean de Manville.
On dit de lui qu’il avait été un enfant prodige et qu’il avait eu l’honneur, à sept ou huit ans, de jouer avec sa sœur (qui deviendra la marquise de Custine) quelques scènes de tragédie devant Marie-Antoinette et la cour. Il compose à quinze ans une tragédie d’Annibal qui a du succès dans les salons de la haute société, mais qui n’a pas été jouée, ni imprimée. On le décrit comme un homme « d’un esprit fin, mais affecté, un peu bizarre et d’un extérieur étrange » et l’on précise que la faiblesse de sa constitution lui interdisait la carrière des armes.
Adepte des idées de 1789, il émigre en Allemagne pendant la Terreur avec Stanislas de Boufflers. Il rentre à Paris sous le Consulat et se lie alors avec Madame de Staël. Il l’accompagne même lors de son exil en Suisse, à Coppet. Il compte par exemple au nombre des hôtes du château en automne 1807, avec Mathieu de Montmorency, Benjamin Constant et Madame Récamier, et compose une comédie, Le Grand Monde, entre autres pièces, pour le théâtre de Madame de Staël à Coppet. Coppet devient d’ailleurs un véritable atelier dramaturgique: pendant que Sabran travaille au Grand Monde, Mme de Staël prépare Geneviève de Brabant et Constant œuvre sur Wallstein. Puisque plusieurs pièces sont représentées sur la scène du théâtre coppétan, Sabran endosse le rôle d’acteur et joue différents rôles. D’autres hôtes du château font de même: entre autres Constant, Juliette Récamier, August Wilhelm Schlegel, Prosper de Barante, Zacharias Werner, Germaine et ses enfants, mais aussi certains « voisins » comme Mme Odier, M. Guinguer, Frédéric Lullin de Châteauvieux.
Emprisonné en 1812 à Vincennes après que sa correspondance avec Madame de Staël a été détournée et lue, il ne revient à Paris qu’après la chute de Napoléon, mais il se tient à l’écart des affaires publiques.
Elzéar de Sabran a notamment écrit des Notes critiques, remarques et réflexions sur le ‘Génie du christianisme’ (1803), le Repentir, un poème en sept chants (1817), Dithyrambe sur la mort de M. le duc de Berry et sur les dangers de l’Europe (1820). Il a été l'un des annotateurs de L'imagination de Jacques Delille.